# 舌形貝型亞門
舌形貝型亞門（学名：Linguliformea），亦作舌形貝亞門，是腕足動物門下的三大亞門之一，包含了原無鉸綱之下的大多數物種。

## 分類
舌形貝形亞門包括以下分類群：
- 舌形貝綱（Lingulata）
  - †頂孔貝目（Acrotretida，又名乳孔贝目或乳房贝目）
  - 舌形貝目（Linguilida）
  - †管洞貝目（Siphonotretida）
- †神父贝纲（Paterinata）
  - †神父贝目（Paterinida）
- 地位未定
  - †科 Mickwitziidae